# Juglans neotropica
Juglans neotropica là một loài thực vật có hoa trong họ Juglandaceae. Loài này được Diels mô tả khoa học đầu tiên năm 1906.